# بلال بشتاوي
بلال بشتاوي هو ممثل صوت لبناني.

## فيلموغرافيا

### أفلام
- أميرة الروم
- جامعة المرعبين - جوني[2]
- حكاية لعبة - باز يطير (النسخة العربية الفصحى)[3]
- حكاية لعبة 2 - باز يطير (النسخة العربية الفصحى)
- حكاية لعبة 3 - باز يطير (النسخة العربية الفصحى)
- الخارقون - بوب بار (النسخة العربية الفصحى)

### مسلسلات لايف أكشن
- ثانوية الاستخبارات[4]
- عز الدين القسام (صوت فقط)
- المختار الثقفي - عبد الله بن مطيع[1]
- يوسف الصديق - رودامون[1]
- العميل رغهاف (صوت فقط)